# Суньига, Берта
Берта Суньига Касерес (исп. Bertha Zúñiga Cáceres; родилась 24 сентября 1990) — гондурасская общественная активистка из народа ленка. Дочь другой известной активистки Берты Касерес, убитой в 2016 году. Вскоре после того, как в мае 2017 года Суньига Касерес заняла пост генерального координатора Гражданского совета народных и коренных организаций Гондураса (COPINH), она также пережила покушение на свою жизнь.

## Ранние годы
Суньига Касерес родилась в 1990 году в семье Берты Касерес и Сальвадора Суньиги. Она вторая из четырёх детей, у неё есть две сестры и брат. Ее родители разошлись, когда ей ещё не было десяти лет. Её воспитывала мать в доме бабушки, Аустры Берты Флорес — государственной служащей, занимавшей посты мэра Ла-Эсперансы, губернатора Интибуки и депутата Национального конгресса — необычные роли для женщин региона того времени.
Когда Суньиге Касерес было три года, ее мать основала COPINH (отец также был одним из первоначальных членов). Организация занимается защитой прав коренного народа ленка и защитой окружающей среды — двумя главными страстями её матери, а также борьбой с дискриминацией и притеснением женщин и ЛГБТ-сообщества. У COPINH с самого начала было много недоброжелателей, так что Суньига Касерес с детства наблюдала, как члены её семьи переживают угрозы расправы, физические нападения и тюремное заключение. Сама она росла, участвуя в деятельности COPINH вместе со своей семьёй. Как и её братья и сестры, после непродолжительного обучения в обычных школах она посещала школы народного образования, где получила антикапиталистическое и антипатриархальное воспитание. Она окончила колледж на Кубе, прежде чем начать работать над получением степени магистра по латиноамериканским исследованиям в Мехико.

## Гибель матери
После государственного переворота в Гондурасе в 2009 году усилились репрессии против COPINH и других общественных организаций. Мать Суньиги Касерес как одна из известнейших лидеров коренных народов, подвергалась преследованиям и угрозам — в частности, за свою борьбу против экологических и социальных последствий проекта гидроэлектростанции Агуа-Сарка. 2 марта 2016 года в 23:40 Берта Касерес была убита двумя вооруженными наёмниками в собственном доме. Первоначально правительство Гондураса настаивало на рассмотрении этого дела как преступления в состоянии аффекта или результата внутриполитической борьбы в COPINH, отрицая связь с политической деятельностью Берты Касерес. Суньига Касерес потребовала проведения как национальных, так и международных расследований, а также начала кампанию в поддержку законопроекта в Соединённых Штатах, обязывающего США приостановить военную поддержку Гондураса до тех пор, пока последний не продемонстрирует, что он принял меры против убийств активистов-правозащитников. К марту 2018 года в соучастии в преступлении были обвинены девять человек, включая отставных и действующих гондурасских военных и двух разработчиков проекта Aqua Zara, причём один из них заявил, что убийство было заказным. В феврале 2018 года Суньига Касерес выразила уверенность в том, что власти сосредоточили внимание на заговорщиках низшего уровня, чтобы избежать признания возможной причастности высокопоставленных чиновников. Ряд бывших военных Гондураса выдвинули обвинения в том, что имя Берты Касерес было включено в расстрельный список. В Гондурасе после переворота 2009 года было убито не менее 124 активистов, выступающих за защиту окружающей среды и земель.

## Генеральный координатор COPINH
После убийства Берты Касерес Берта Суньига Касерес оставила учёбу в Мехико, чтобы возглавить COPINH, и в мае 2017 года она была избрана генеральным координатором этого органа, заняв бывшую должность матери. На этой должности она продолжила свою социальную и экологическую борьбу, особенно против реализации корпоративных мегапроектов, угрожающих экономическим, социальным, культурным и экологическим правам народа ленка. Уже через несколько недель после вступления на пост Суньига Касерес пережила нападение, совершённое вооружёнными мачете людьми на неё и других членов организации, ехавших в автомобиле, который нападающие попытались столкнуть с дороги в пропасть.